# شرف اضول (الشعر)

تعديل مصدري - تعديل

شرف اضول محلة تابعة لقرية الاخضري، التابعة لعزلة الا ملؤك بمديرية الشعر إحدى مديريات محافظة إب في الجمهورية اليمنية، بلغ تعداد سكانها 25 حسب تعداد اليمن لعام 2004.